# لینو فاریساتو
لینو فاریساتو (ایتالیایی: Lino Farisato؛ زادهٔ ۱۵ مارس ۱۹۴۵) دوچرخه‌سوار اهل ایتالیا است.